# David Dalglish
David Dalglish (Fort Lauderdale, 2 aprile 1984) è uno scrittore statunitense.

## Biografia
All'età di quattro anni si trasferì a Purdy in Missouri, dove vive con la moglie Samantha e le figlie Morgan e Katherine.

## Opere

### The Half-Orcs
Serie autopubblicata.
1. The Weight of Blood, 2010
2. The Cost of Betrayal, 2010
3. The Death of Promises, 2010
4. The Shadows of Grace, 2010
5. A Silver of Redemption, 2011
6. The Prison of Angels, 2012
7. The King of the Vile, 2015
8. The King of the Fallen, 2020

Esistono inoltre due raccolte: The Half-Orcs, che racchiude i primi tre volumi, pubblicata nel 2010, e The Half-Orcs, che racchiude i primi cinque volumi, nel 2011.

### Shadowdance
La serie Shadowdance era inizialmente una trilogia autopubblicata, quindi l'autore ha venduto i diritti all'editore Orbit che ha pubblicato una nuova edizione rivista dei primi tre romanzi e i restanti romanzi.
1. A Dance of Cloaks, 2011 edizione autopubblicata, 2013 revisione per l'edizione Orbit
2. A Dance of Blades, 2011 edizione autopubblicata, 2013 revisione per l'edizione Orbit
3. A Dance of Mirrors, 2012 edizione autopubblicata con il titolo A Dance of Death, 2013 revisione per l'edizione Orbit
4. A Dance of Shadows, 2012 edizione autopubblicata con il titolo Blood of the Father, 2014 revisione per l'edizione Orbit
5. A Dance of Ghost, 2014 edizione Orbit
6. A Dance of Chaos, 2015 edizione Orbit

Esiste inoltre un racconto di 121 pagine del 2013 intitolato Cloak and Spider - A Shadowdance Novella, che è un prequel della serie ed è incentrato sul personaggio di Thren Felhorn.
È stata pubblicata anche la raccolta The Shadowdance Trilogy, che racchiude i primi tre libri della serie.

#### Edizioni in italiano
In Italia sono stati pubblicati da Fabbri Editori sei volumi con la traduzione dei primi tre romanzi:
1. La danza degli inganni, prologo-capitolo 17 di A Dance of Cloaks, 2014
2. La danza delle maschere, capitolo 18-epilogo di A Dance of Cloaks, 2014
3. La danza delle spade, capitoli 1-15 di A Dance of Blades, 2014
4. La danza dello spettro, capitolo 16-epilogo di A Dance of Blades, 2014
5. La danza degli specchi, prologo-capitolo 12 di A Dance of Mirrors, 2015
6. La danza dei mantelli, capitolo 13-epilogo di A Dance of Mirrors, 2015

### The Paladins
Serie autopubblicata.
1. Night of Wolves, 2011
2. Clash of Faiths, 2011
3. The Old Ways, 2011
4. The Broken Pieces, 2012

Esiste inoltre la raccolta The Paladins, che racchiude tutti e quattro i libri della serie.

### The Breaking World
Serie scritta con Robert J Duperre e pubblicata dall'editore 47North.
1. Dawn of Swords, 2014
2. Wrath of Lions, 2014
3. Blood of Gods, 2014